# Бошко Чакић
Бошко Чакић (Урошевац, 20. децембар 1921 — Београд, 9. септембар 1967) био је учесник Народноослободилачке борбе, друштвено-политички радник и амбасадор СФР Југославије.

## Биографија
Рођен је 20. децембра 1921. у Урошевцу. Потиче из радничке породице. Школовао се у Београду.
У току Народноослободилачког рата, у коме је учествовао од 1941. године, налазио се на дужностима секретара Среског комитета
КПЈ за Урошевац и политичког комесара Оперативног штаба НОВ и ПО Косова и Метохије.
Након ослобођења Југославије, био је чан Бироа Покрајинског комитета КПС за Косво и Метохију. Завршио је Вишу партијску школу „Ђуро Ђаковић”. Од 1951. налазио се на дипломатским дужностима у Чехословачкој и Турској. У Прагу је обављао дужност сталног отправника послова у амбасади ФНРЈ, а у Истанбулу генералног конзула ФНРЈ. Маја 1964. именован је за амбасадора СФРЈ у Краљевини Камбоџи. Обављао је и дужнсот опуномоћеног министра у Државном секретаријату за иностране послове.
Биран је за народног посланика Народне скупштине НР Србије и Народне скупштине ФНР Југославије.
У браку са супругом Вером имао је ћерку Јелену и синове Зорана и Бранислава.
Умро је 9. септебра 1967. у Београду. Кремиран је, а његова урна је положена у Алеји заслужних грађана на београдском Новом гробљу.
Носилац је Партизанске споменице 1941. и других југословенских одликовања, међу којима је Орден народног ослобођења, којим је одликован 27. новембра 1953. године.